# Coupe de Malte féminine de football
La Coupe de Malte féminine de football (Women's Knock Out Competition) est une compétition de football féminin.

## La compétition
Il y a deux tours préliminaires suivi des quarts de finale, des demi-finales et de la finale. Tous les rencontres se disputent en une manche.

## Palmarès
| Saison  | Vainqueur                                                                       | Score                                                                           | Finaliste                                                                       |
| ------- | ------------------------------------------------------------------------------- | ------------------------------------------------------------------------------- | ------------------------------------------------------------------------------- |
| 1995/96 | Rabat Ajax FC                                                                   | 3-3, rejoué 4-0                                                                 | Lija Athletic FC                                                                |
| 1996/97 | Rabat Ajax FC                                                                   | 0-0 ap (5-3 tab)                                                                | Lija Athletic FC                                                                |
| 1997/98 | Rabat Ajax FC                                                                   | 2-0                                                                             | Mosta FC                                                                        |
| 1998/99 | Birkirkara FC                                                                   | 2-1                                                                             | Mosta FC                                                                        |
| 1999/00 | Birkirkara FC                                                                   | 0-0ap (4-3 tab)                                                                 | Melita FC                                                                       |
| 2000/01 | Hibernians FC                                                                   | 1-0                                                                             | Birkirkara FC                                                                   |
| 2001/02 | Birkirkara FC                                                                   | 1-0                                                                             | Hibernians FC                                                                   |
| 2002/03 | Birkirkara FC                                                                   | 1-0 ap                                                                          | Birkirkara FC                                                                   |
| 2003/04 | Hibernians FC                                                                   | 4-2 ap                                                                          | Birkirkara FC                                                                   |
| 2004/05 | Birkirkara FC                                                                   | 8-1                                                                             | Raiders                                                                         |
| 2005/06 | Hibernians FC                                                                   | 4-0                                                                             | Melita FC                                                                       |
| 2006/07 | Birkirkara FC                                                                   | 8-0                                                                             | Santa Venera Lightnings FC                                                      |
| 2007/08 | Birkirkara FC                                                                   |                                                                                 |                                                                                 |
| 2008/09 | Birkirkara FC                                                                   |                                                                                 |                                                                                 |
| 2009/10 | Birkirkara FC                                                                   |                                                                                 |                                                                                 |
| 2010/11 | Birkirkara FC                                                                   | 3-0                                                                             | Gozo FC                                                                         |
| 2011/12 | Mosta FC                                                                        | 1-1 ap (4–2 tab)                                                                | Birkirkara FC                                                                   |
| 2012/13 | Birkirkara FC                                                                   | 1-1 ap (5–3 tab)                                                                | Mosta FC                                                                        |
| 2013/14 | Birkirkara FC                                                                   | 2-1                                                                             | Hibernians FC                                                                   |
| 2014/15 | Hibernians FC                                                                   | 6-0                                                                             | Raiders Luxol                                                                   |
| 2015/16 | Hibernians FC                                                                   | 2-0                                                                             | Raiders Luxol                                                                   |
| 2016/17 | Birkirkara FC                                                                   | 2-0                                                                             | Kirkop United                                                                   |
| 2017/18 | Birkirkara FC                                                                   | 1-1ap (4–3 tab)                                                                 | Mġarr United                                                                    |
| 2018/19 | Birkirkara FC                                                                   | 2-0                                                                             | Mġarr United                                                                    |
| 2019/20 | Compétition arrêtée en raison de la pandémie de Covid-19 ; titre non attribué,. | Compétition arrêtée en raison de la pandémie de Covid-19 ; titre non attribué,. | Compétition arrêtée en raison de la pandémie de Covid-19 ; titre non attribué,. |
| 2020/21 | Compétition arrêtée en raison de la pandémie de Covid-19 ; titre non attribué,. | Compétition arrêtée en raison de la pandémie de Covid-19 ; titre non attribué,. | Compétition arrêtée en raison de la pandémie de Covid-19 ; titre non attribué,. |
| 2021/22 | Birkirkara FC                                                                   | 3-0                                                                             | Swieqi United                                                                   |
| 2022/23 | Swieqi United                                                                   | 2-1                                                                             | Hibernians FC                                                                   |
| 2023/24 | Birkirkara FC                                                                   | 2-0                                                                             | Hibernians FC                                                                   |
| 2024/25 | Mġarr United                                                                    | 2-0                                                                             | Hibernians FC                                                                   |

## Bilan par clubs
- 17 victoires: Birkirkara FC
- 5 victoires: Hibernians FC
- 3 victoires: Rabat Ajax FC
- 1 victoire : Mosta FC, Swieqi United